# Starościńskie Skały

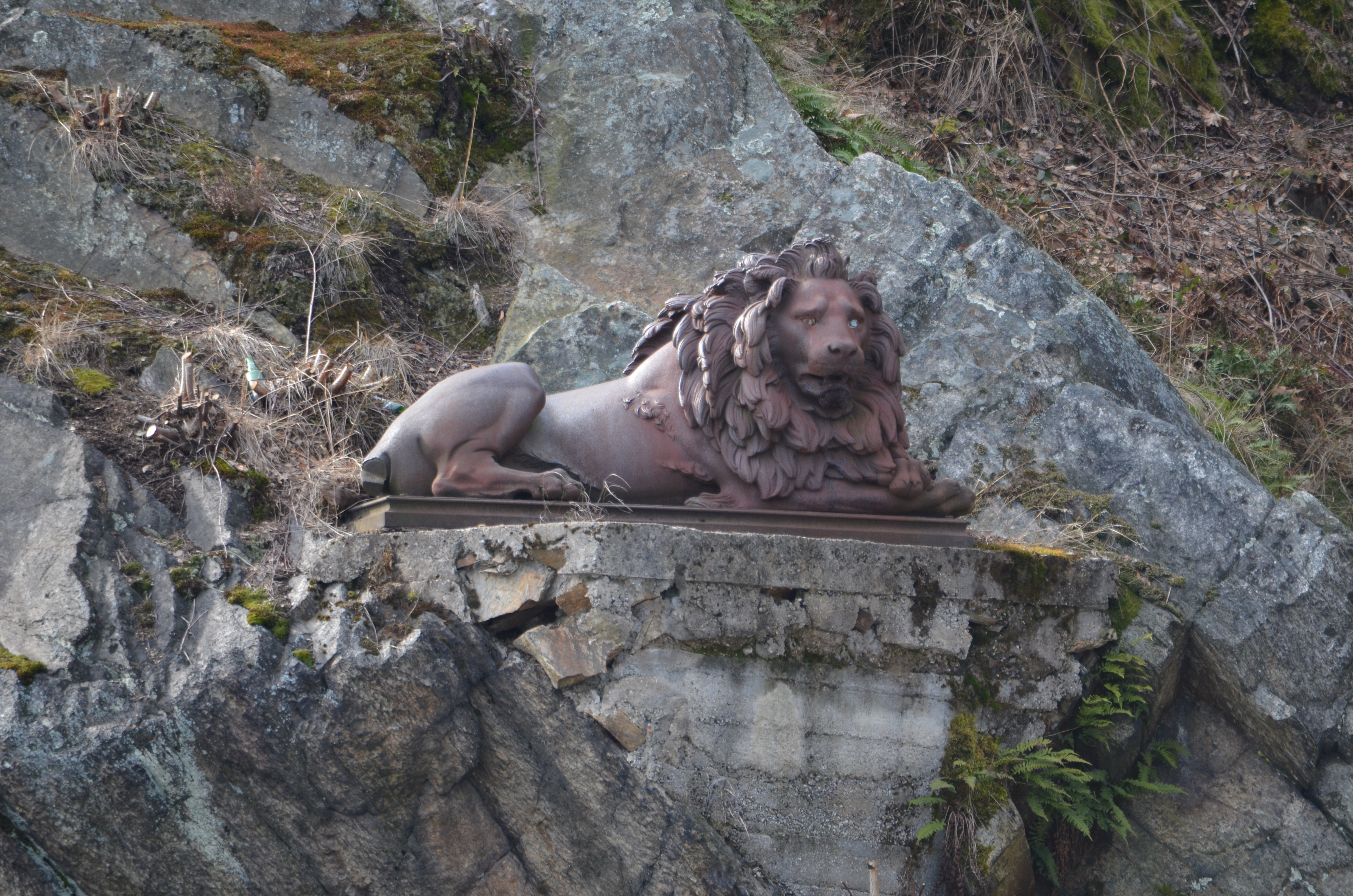
Lew, który obecnie znajduje się na Zaporze Złotnickiej

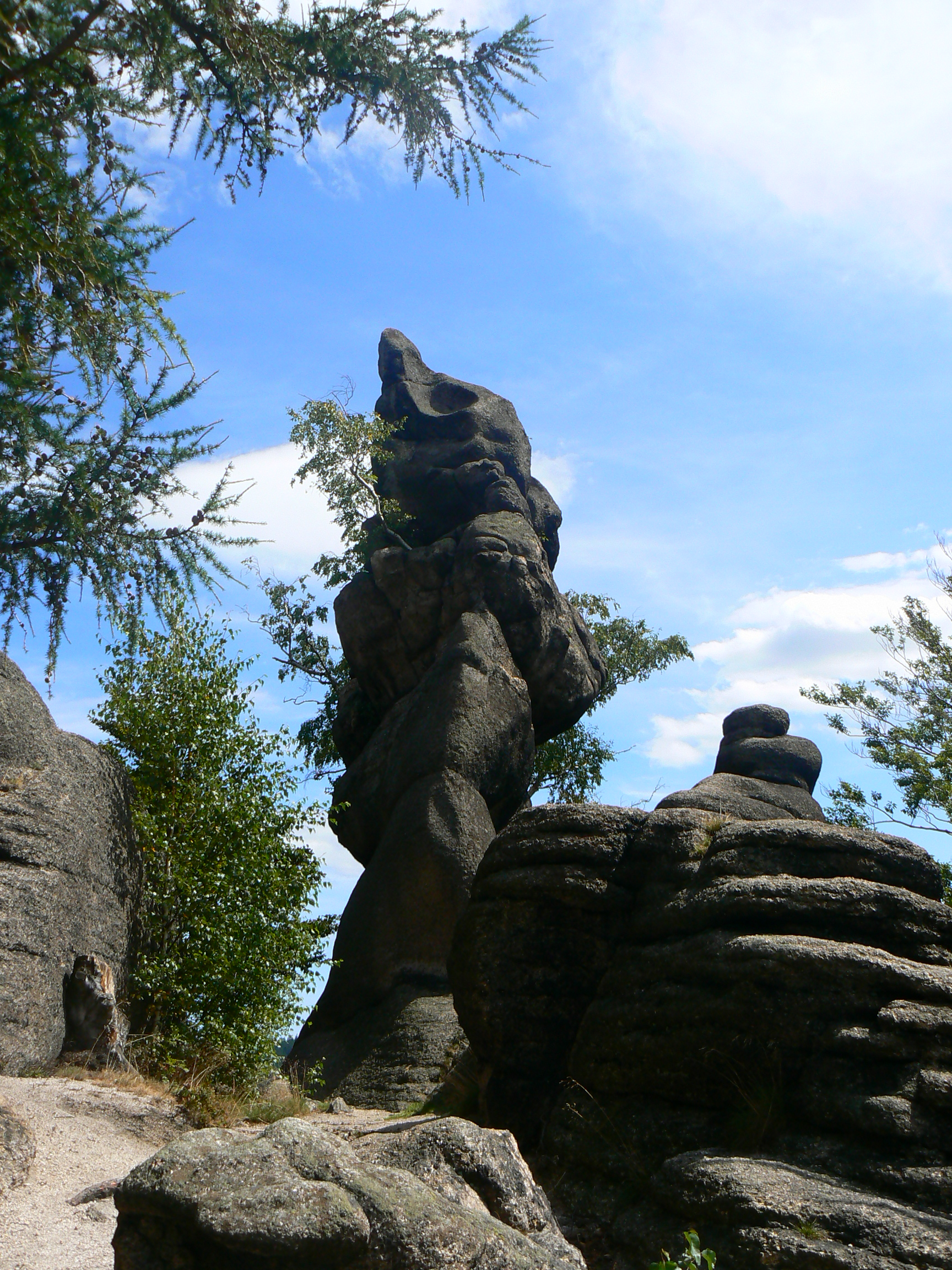
Starościńskie Skały, na szczycie skały widoczny kociołek wietrzeniowy (Starościańska Igła)

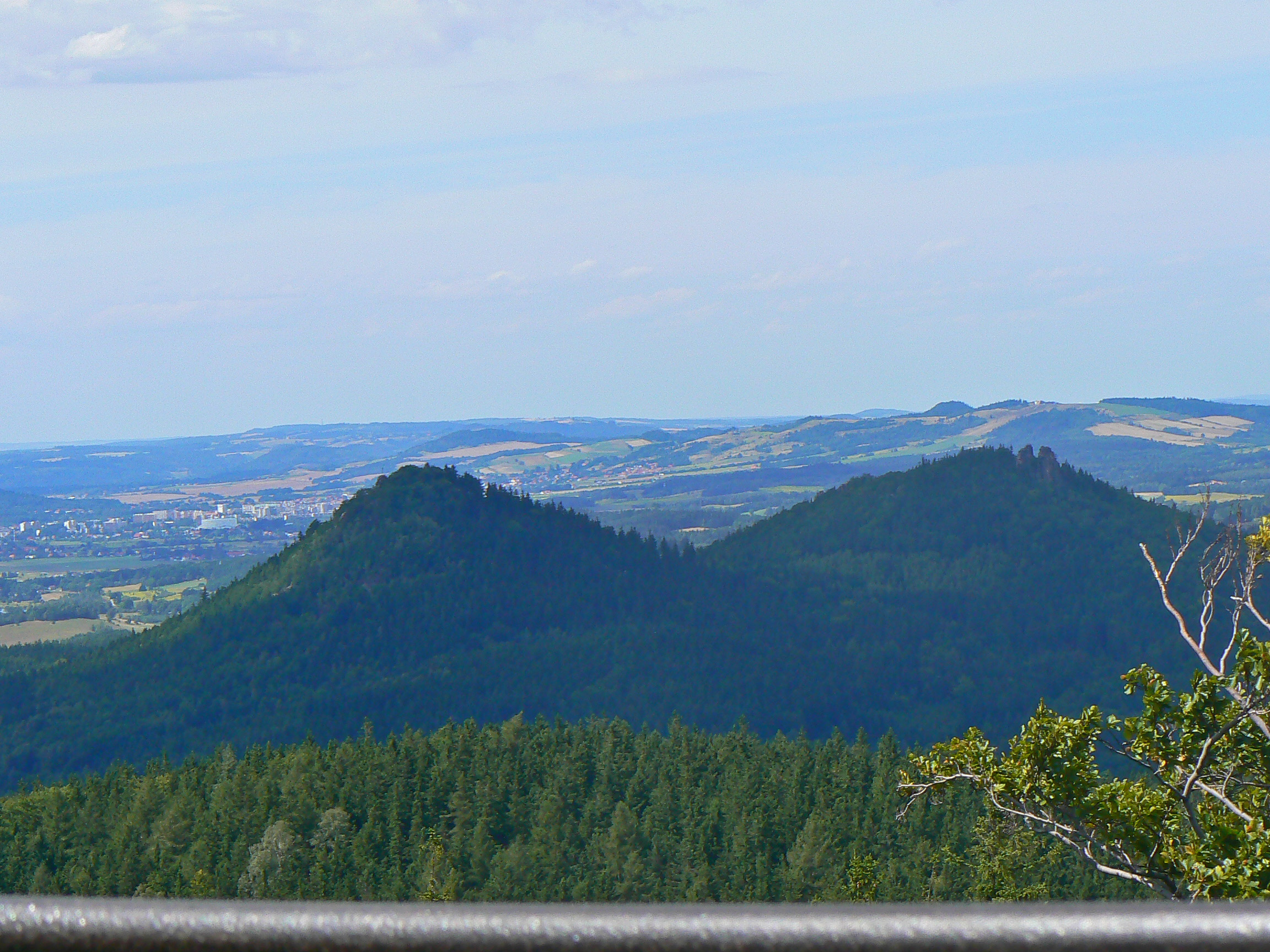
Widok ze Starościńskich Skał w kierunku Gór Sokolich

Starościńskie Skały  (niem. Mariannenfels) – grupa form skalnych w południowo-zachodniej Polsce, w Sudetach Zachodnich, w paśmie Rudaw Janowickich w Górach Strużnickich, na terenie Rudawskiego Parku Krajobrazowego.

## Położenie
Skały wznoszą się na wysokości 718 m n.p.m. w Sudetach Zachodnich, w środkowej części Rudaw Janowickch, na szczycie Lwiej Góry, wznoszącej się w ramieniu odchodzącym od Dziczej Góry w kierunku północno-zachodnim. Położone są nad Kotliną Strużnicką.

## Charakterystyka
Jest to malownicza grupa okazałych skałek o wysokości ponad 20 m zbudowanych z waryscyjskiego granitu karkonoskiego, z żyłami aplitów tworząca niewielkie skalne miasteczko w miniaturze, pełne okien skalnych, półek, fantazyjnych szczelin, filarów, iglic i skał z kociołkami wietrzeniowymi. Formy skalne powstały w wyniku erozji i denudacji, które to procesy wypreparowały w granicie fantastyczne kształty pozwalające na prześledzenie procesów geologicznych.
Wokół skał rośnie las świerkowy regla dolnego z domieszką innych gatunków drzew liściastych.

## Historia zagospodarowania
W 1822 roku księżna Maria Anna Amalie von Hessen-Homburg i jej mąż książę Wilhelm Hohenzollern, brat króla Prus Fryderyka Wilhelma III, stworzyli romantyczny park krajobrazowy, do którego zostały włączone Starościńskie Skały. Z polecenia księcia Wilhelma w okolicy skał wykonano liczne ścieżki spacerowe a w skałach wykuto schody i zabezpieczono punkt widokowy poręczą. Miejsce to na cześć żony księcia Wilhelma nazywano Mariannenfels (Skała Marianny). Na skale została umieszczona nazwa z miedzianych liter. Po napisie pozostały słabo czytelne ślady. Najwyższą skałę ozdobiono 15 maja 1822 roku żeliwną figurą lwa (stąd na mapach często oznaczana ona jest jako Lwia Góra). W Gliwicach zostało odlanych sześć lwów według projektu Theodora Kalidego z pracowni prof. Christiana Daniela Raucha z Berlina. Rzeźba znajdowała się pod Starościńskimi Skałami jeszcze w latach 70. XX w., kiedy została strącona ze skalnej półki, w wyniku czego odlew pękł, a lew został pozbawiony ogona. Obecnie znajduje się w Złotnikach Lubańskich, przy drodze na zaporę Jeziora Złotnickiego (kolejne stoją w Gliwicach przed Willą Caro, jedną z siedzib muzeum w Gliwicach i przed Pałacem w Judytach; pozostałe znajdują się w Niemczech). Planowane jest przeniesienie rzeźby w pierwotne miejsce.

## Turystyka
Na szczyt góry prowadzi szlak turystyczny  (niebieski) – fragment Europejskiego Szlaku E3 prowadzący z Trzcińska na Skalnik przez Wołek.
W rejonie szczytu góry po stronie północno-zachodniej znajduje się platforma widokowa, z której w kierunku południowo-zachodnim rozpościera się rozległa panorama Karkonoszy, Gór Izerskich, Gór Kaczawskich i Rudaw Janowickich.